# Astragalus ictericus
Astragalus ictericus es una especie de planta del género Astragalus, de la familia de las leguminosas, orden Fabales.

## Distribución
Astragalus ictericus se distribuye por Grecia.

## Taxonomía
Fue descrita científicamente por Dingler. Fue publicada en Flora 64: 381 (1881).